# Електронне охолодження
Електронне охолодження — метод охолодження пучків важких заряджених частинок у прискорювачах. Метод, запропонований Г. І. Будкером 1966 року, вперше продемонстровано при охолодженні протонів у кільці НАП-М в ІЯФ СВАН СРСР, у Новосибірську, 1974 року.
Цикл робіт «Метод електронного охолодження пучків важких заряджених частинок» відзначено Державною премією 2001 року (В. В. Пархомчук, Д. В. Пьостриков, Р. А. Салімов, О. М. Сокирянський, Б. Н. Сухина, М. С. Диканський, І. М. Мєшков, Г. І. Будкер (посмертно)).

## Принцип дії
На відміну від легких електронів високих енергій, для яких синхротронне випромінювання автоматично забезпечує радіаційне загасання поперечних коливань у накопичувальному кільці, важкі частинки практично не випромінюють. Ідея електронного охолодження полягає в тому, щоб на деякій ділянці поєднати пучок «гарячих» іонів з інтенсивним пучком дуже «холодних» електронів, які прямують з такою ж поздовжньою швидкістю. Відбувається обмін температур, після чого розігрітий електронний пучок відводиться в колектор, а іонний пучок взаємодіє на наступному оберті з новим холодним пучком електронів.

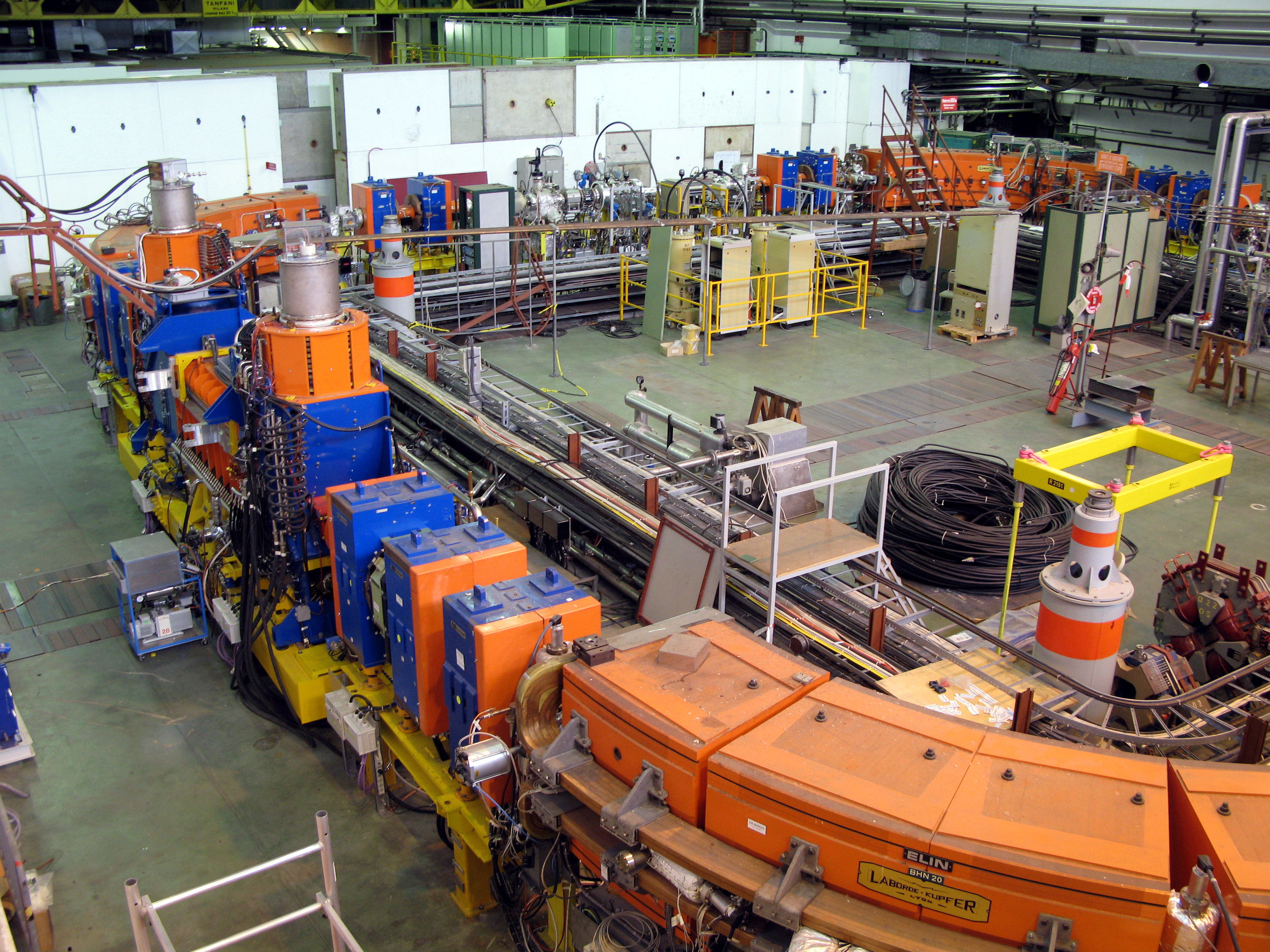
Установка електронного охолодження на накопичувачі важких іонів LEIR, ЦЕРН. Побудовано в ІЯФ СО РАН, Росія.

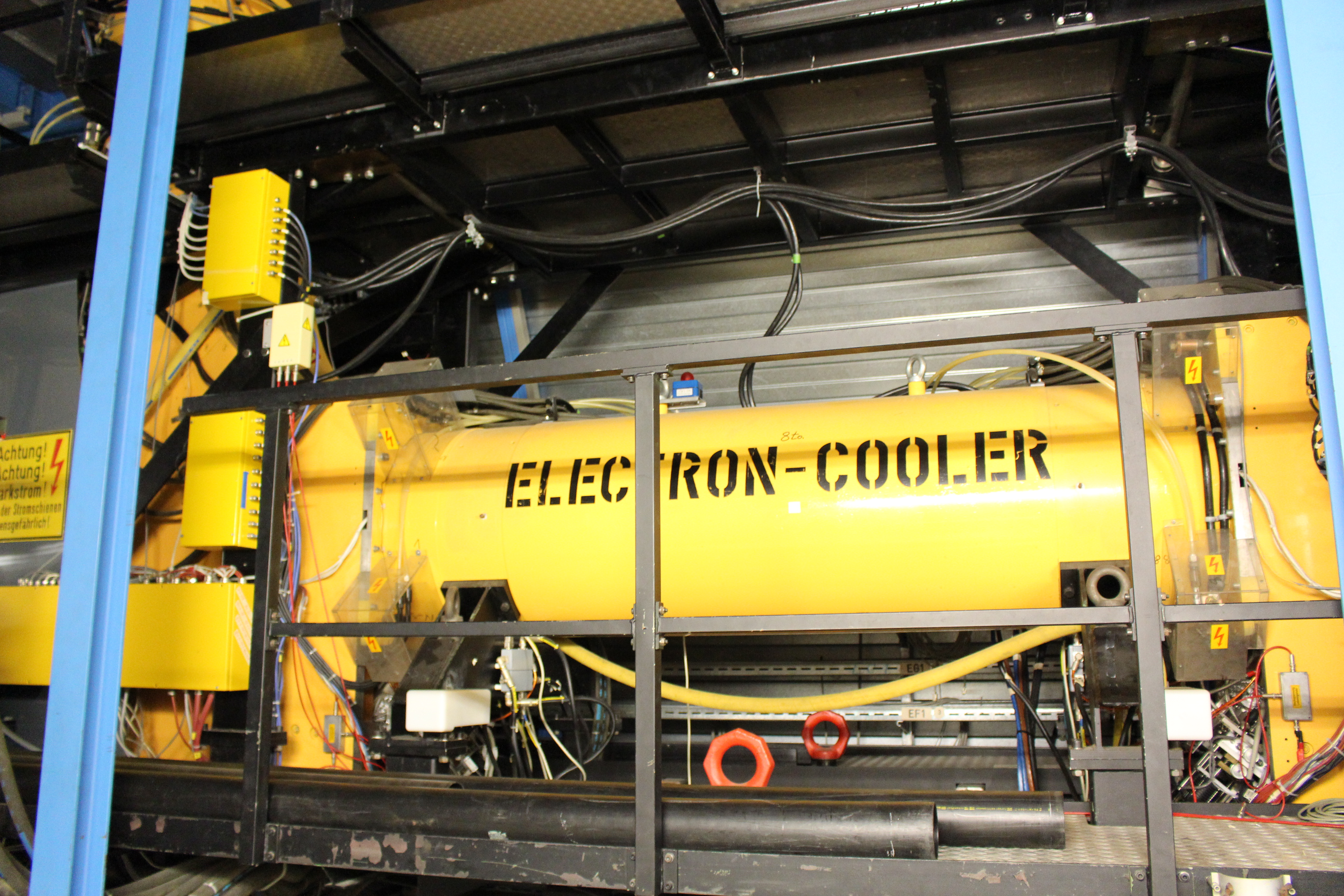
Електронне охолодження на накопичувачі вторинних пучків іонів ESR, в GSI, Німеччина.

## Застосування
Нині установки електронного охолодження встановлено на низці накопичувачів іонів:
| Накопичувач | Центр, місто, країна               | Роки роботи | Охолоджувані частинки | Енергія електронів, МеВ | Струм електронного пучка | Примітки |
| ----------- | ---------------------------------- | ----------- | --------------------- | ----------------------- | ------------------------ | -------- |
| НАП-М       | ІЯФ, Новосибірськ, Росія           | 1974-1984   | протони               | ..                      | ..                       | ..       |
| ICE         | ЦЕРН                               | 1979-1980   | протони               | ..                      | ..                       | ..       |
| Test Ring   | Фермілаб, США                      | 1979-1980   | протони               | ..                      | ..                       | ..       |
| МОСОЛ       | ІЯФ, Новосибірськ, Росія           | 1986-1988   | протони               | ..                      | ..                       | ..       |
| LEAR        | ЦЕРН                               | 1987-1996   | антипротони           | ..                      | ..                       | ..       |
| IUCF cooler | Індіана, США                       | 1988-2002   | ..                    | ..                      | ..                       | ..       |
| TSR         | MPI, Гейдельберг, Німеччина        | 1988-2012   | ..                    | ..                      | ..                       | ..       |
| TARN-II     | Токійський університет, Японія     | 1989-2002   | ..                    | ..                      | ..                       | ..       |
| CELSIUS     | Уппсальський університет, Швеція   | 1989-2005   | ..                    | ..                      | ..                       | ..       |
| ESR         | GSI, Дармштадт, Німеччина          | від 1990    | рідкісні іони         | ..                      | ..                       | ..       |
| ASTRID      | Орхуський університет, Данія       | 1992-2005   | ..                    | ..                      | ..                       | ..       |
| CRYRING     | Стокгольмський університет, Швеція | 1992-2009   | ..                    | ..                      | ..                       | ..       |
| COSY        | Юліх, Німеччина                    | 1993-?      | ..                    | ..                      | ..                       | ..       |
| SIS18       | GSI, Дармштадт, Німеччина          | від 1998    | важкі іони            | ..                      | ..                       | ..       |
| AD          | ЦЕРН                               | від 1998    | антипротони           | ..                      | ..                       | ..       |
| HIMAC       | Тіба, Японія                       | від 2000    | іони C12+             | ..                      | ..                       | ..       |
| TSR         | MPI, Гайдельберг, Німеччина        | від 2004    | ..                    | ..                      | ..                       | ..       |
| LEIR        | ЦЕРН                               | від 2005    | іони Pb82+            | ..                      | ..                       | ..       |
| Recycler    | Фермілаб, США                      | 2005-?      | антипротони           | ..                      | ..                       | ..       |
| S-LSR       | Кіото, Японія                      | від 2005    | ..                    | ..                      | ..                       | ..       |
| CSRm        | IMP, Ланьчжоу, Китай               | від 2005    | ..                    | ..                      | ..                       | ..       |
| CSRe        | IMP, Ланьчжоу, Китай               | від 2008    | ..                    | ..                      | ..                       | ..       |
| COSY        | Юліх, Німеччина                    | від 2013    | ..                    | ..                      | ..                       | ..       |
| ELENA       | ЦЕРН                               | від 2018    | антипротони           | ..                      | ..                       | ..       |

- NICA і його бустер, ОІЯД, Дубна, Росія — будується
- HESR, у FAIR, Дармштадт, Німеччина — будується